# Stockmann
Stockmann (произносится Сто́кман) — финская компания розничной торговли и одноимённая сеть магазинов по продаже одежды и товаров для дома. Штаб-квартира — в Хельсинки. Помимо универмагов Стокманн компания также владеет такими известными брендами одежды, как Seppälä (Сеппала) и Lindex, а на российском рынке по франшизе развивает такие бренды, как Bestseller (Jack Jones, Vero Moda, и другие). Раньше Stockmann по франшизе развивал магазины Zara и Nike, первые были проданы, а вторые закрыты.

## История
Основана в 1862 году Георгом Францем Штокманном, немецким купцом из Любека, начавшим свою деятельность с руководства стекольным магазином в Хельсинки. Спустя 18 лет компания открыла первый в Хельсинки универсальный магазин. В 1918 году до этого частная фирма была акционирована. Первой телевизионной трансляцией в Финляндии в 1950 году стал репортаж из универмага Stockmann в Хельсинки. В 1985 году Stockmann приобрела компанию каталожной торговли Hobby Hall, а в 1998 году компания стала открытым акционерным обществом.

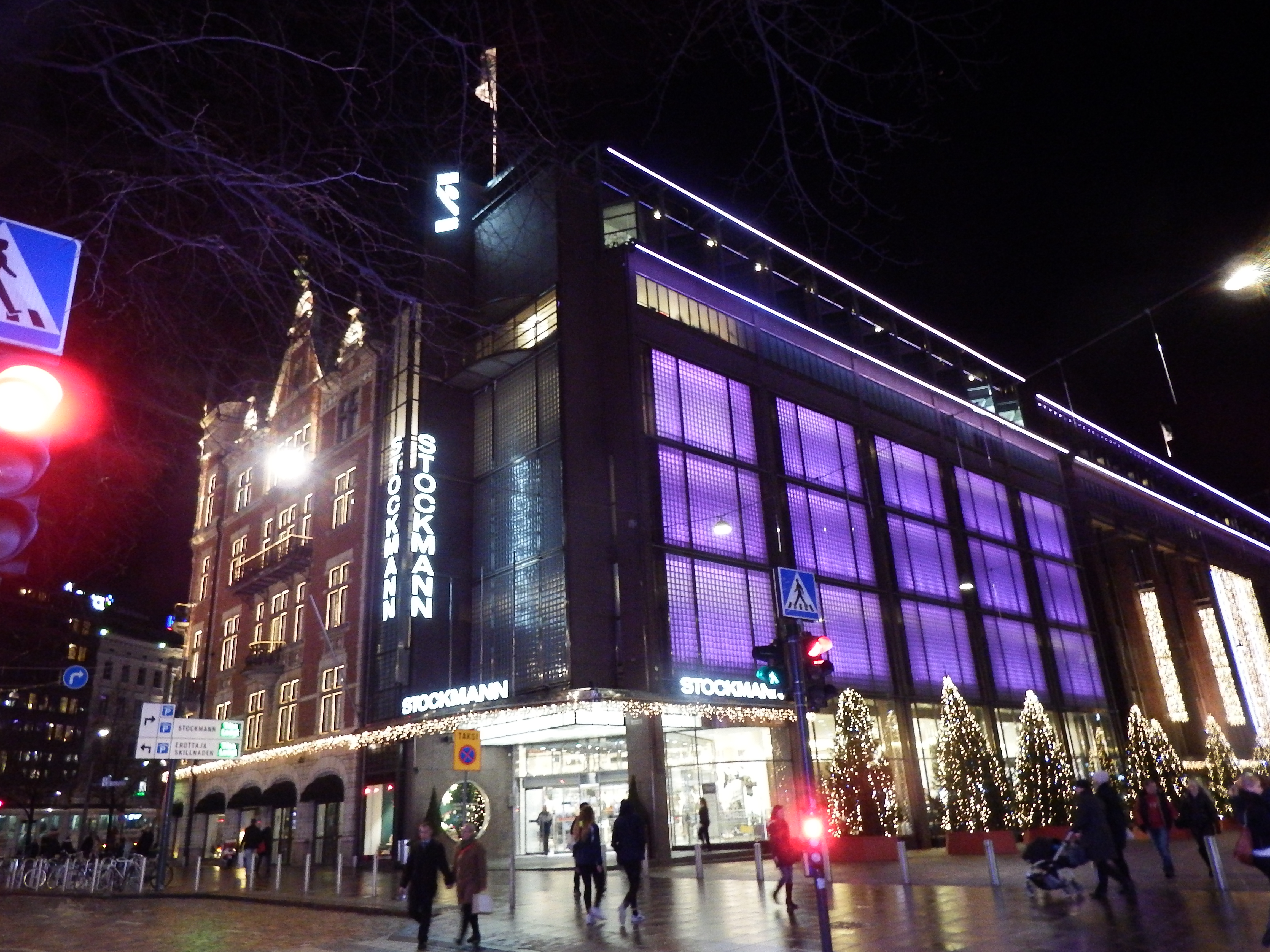
Универмаг Stockmann в Хельсинки (крупнейший универмаг в странах Скандинавии)

В феврале 2015 года руководство компании подписало соглашение о продаже сети магазинов Seppälä их нынешним владельцам Эвелиине Мелентьефф и её супругу Тимо Мелентьефф.

## Деятельность
Магазины компании расположены в Финляндии, России, Эстонии, Латвии и Литве.
Общая численность персонала — 15 тыс. человек (2010 год). В 2006 году оборот группы составил 1,3 млрд евро, операционная прибыль — 129 млн евро, чистая прибыль 72 млн евро.
Дважды в год, весной и осенью, начиная с 1986 года торговая сеть проводит кампанию под названием «Сумасшедшие дни», для которой готовится специальный ассортимент товаров.

### Stockmann в России
Stockmann вышла на российский рынок в 1989 году, став одной из первых иностранных компаний и одним из первых ретейлеров, зашедших на российский рынок. Первый полноценный магазин располагался с 1998 по 2009 год в Смоленском пассаже в Москве. Это был второй зарубежный Стокманн после таллинского.
На 2010 год компания Stockmann имела в России пять универсальных магазинов (универмаг «Стокманн» в ТЦ «Смоленский Пассаж» был закрыт и вместо него 13 февраля 2009 года открылся магазин «Калинка-Стокманн» в Торговом Центре «Метрополис»). 4 марта 2010 года был открыт универмаг «Калинка-Стокманн» в ТЦ «Золотой Вавилон» в московском районе Ростокино.
12 ноября 2010 года в присутствии премьер-министра Финляндии Мари Кивиниеми был открыт самый большой универмаг «Стокманн» в России, находящийся в Санкт-Петербурге, в торговом центре «Невский центр» на пересечении Невского проспекта и улицы Восстания. 30 марта 2011 года в торговом центре «Гринвич» был открыт первый в Екатеринбурге универмаг «Стокманн».
В 2015 году руководством компании было принято решение о закрытии до конца 2016 года трёх универмагов в московских торговых комплексах «МЕГА». Входящая в структуру Стокмана сеть магазинов женской одежды Lindex, имеющая в России 19 торговых точек, запланирована к закрытию.
3 марта 2018 года «Стокманн» открылся в Краснодаре в торгово-развлекательном центре «OZ Молл».
В 2019 году были открыты два универмага «Стокманн» в Москве: в ТЦ Европейский и ТГ Модный Сезон.

### Stockmann в Эстонии
Первый магазин Stockmann в Эстонии открыл свои двери в 1993 году. Универмаг в центре Таллина по адресу Лийвалайа, 53 ( (эст.) Liivalaia) открылся в 1996 году.
В 2011 году осуществлена детальная планировка с объединением участков Лийвалайа, 49 и 53, Маакри, 25 и 27 и Лийвалайа, 51 для перестройки всего торгового комплекса с сохранением исторической трубы бывшей бумажной фабрики.

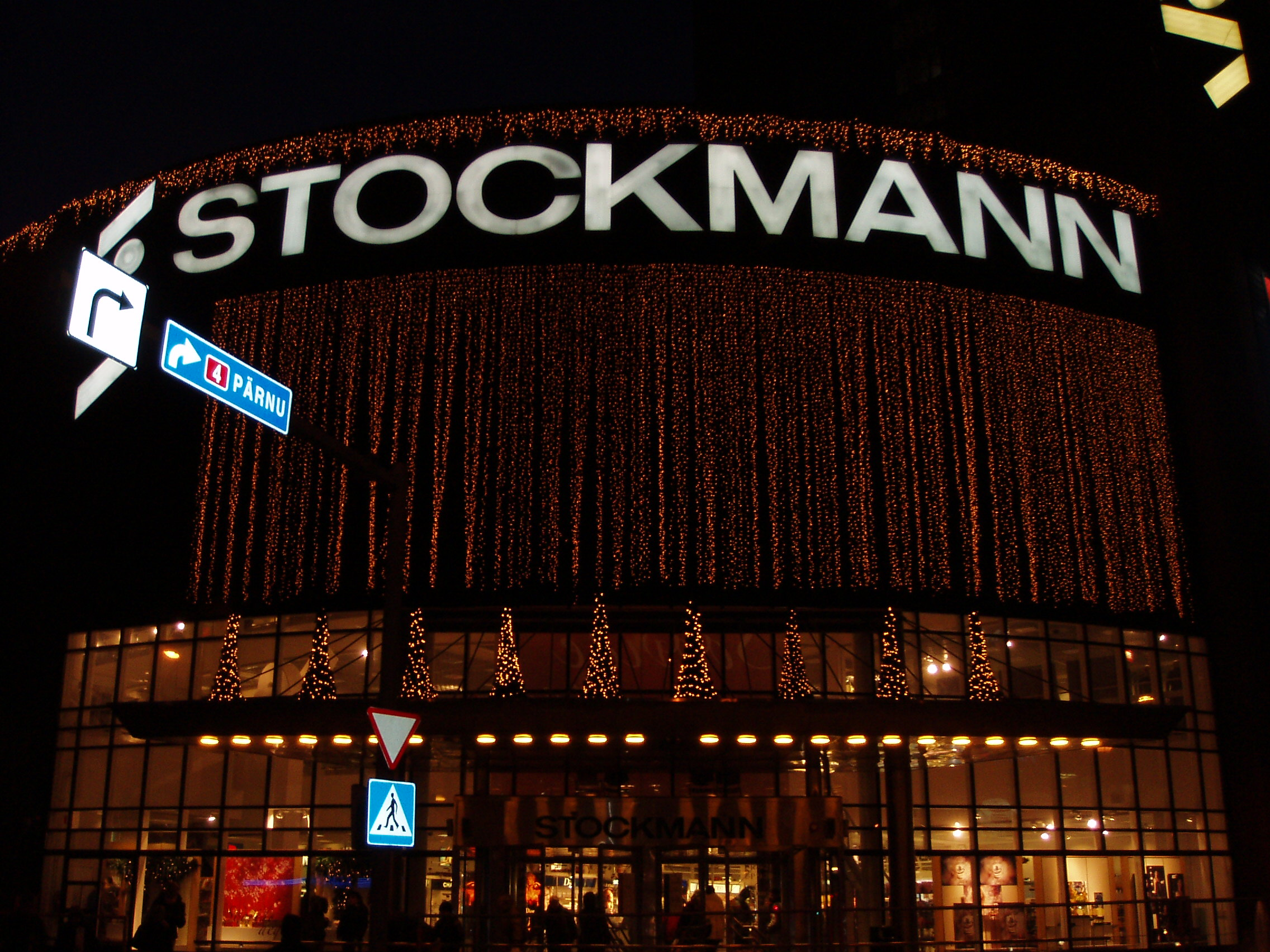
Stockmann в зимнем Таллине
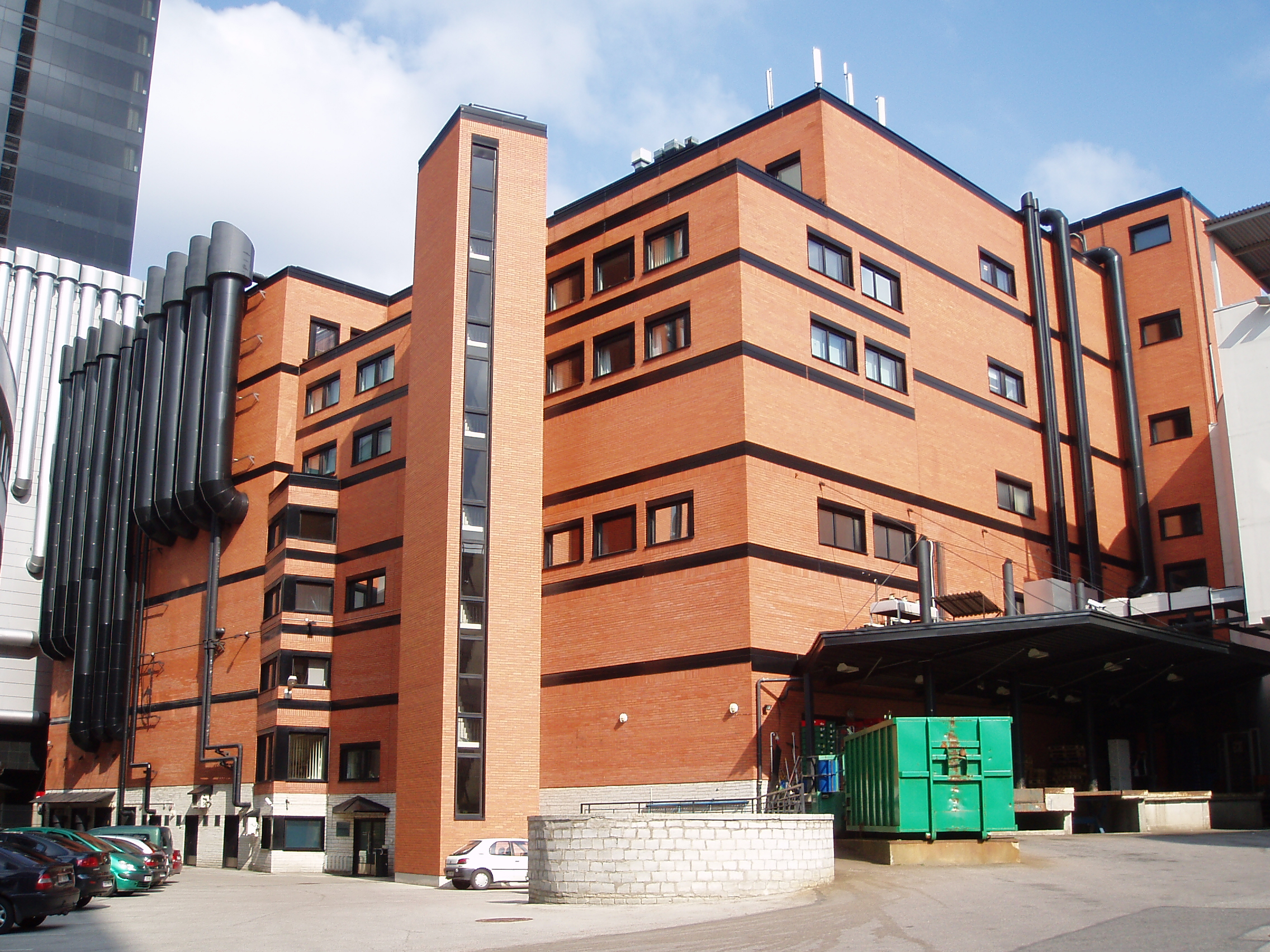
Задний план Stockmann с разгрузочной эстакадой
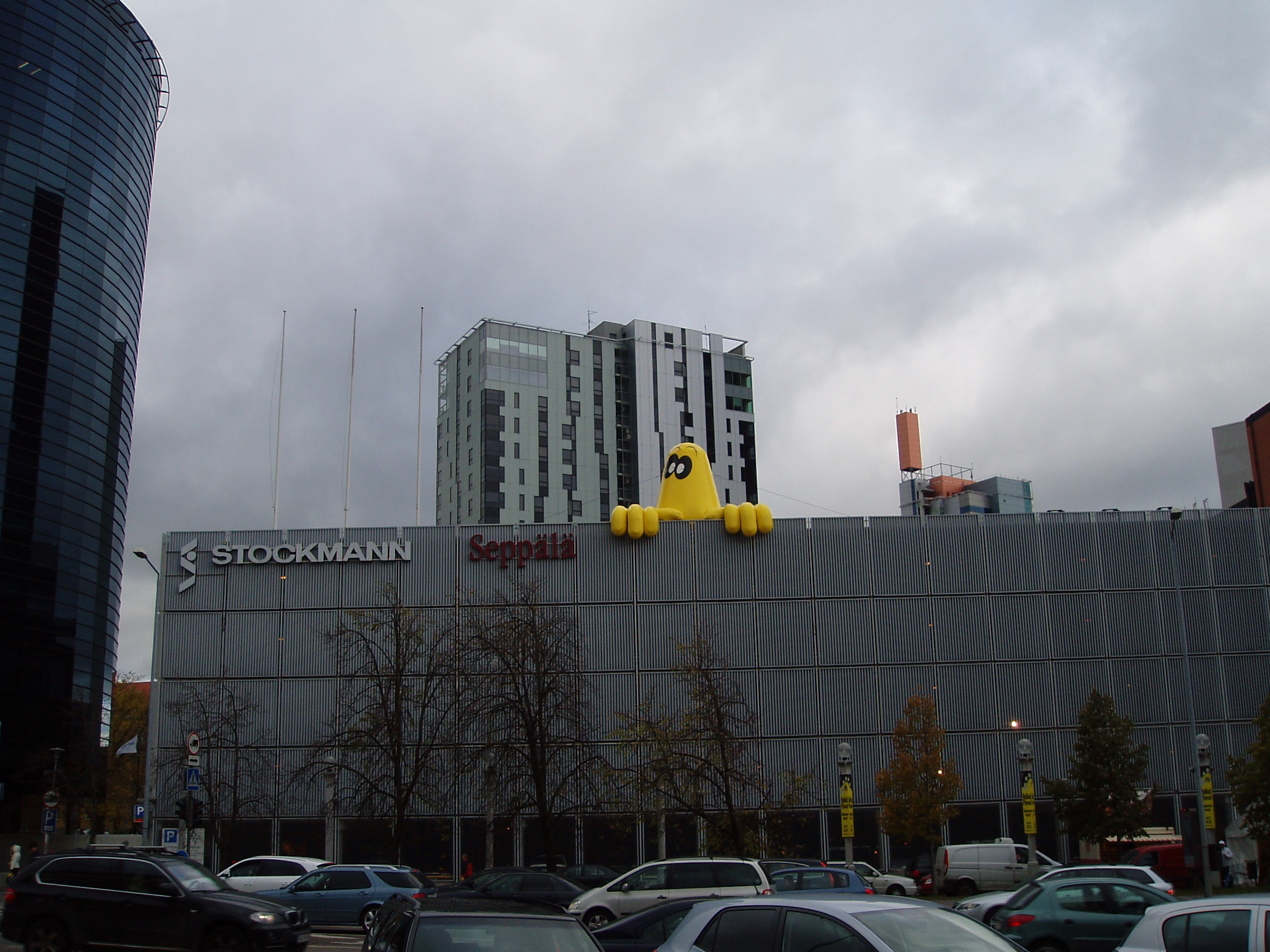
Сумасшедшие дни в таллинском универмаге Stockmann
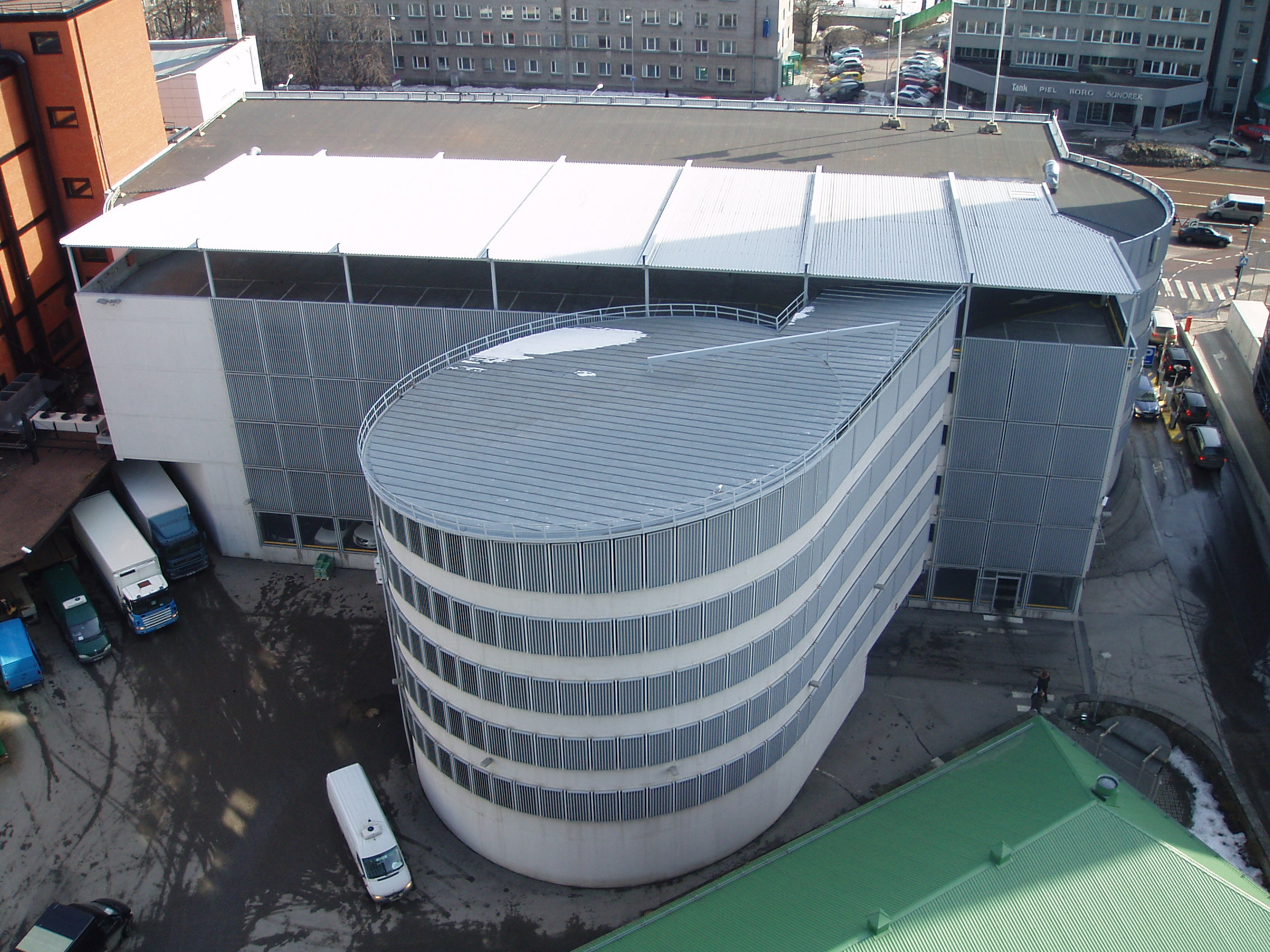
Парковка универмага Stockmann
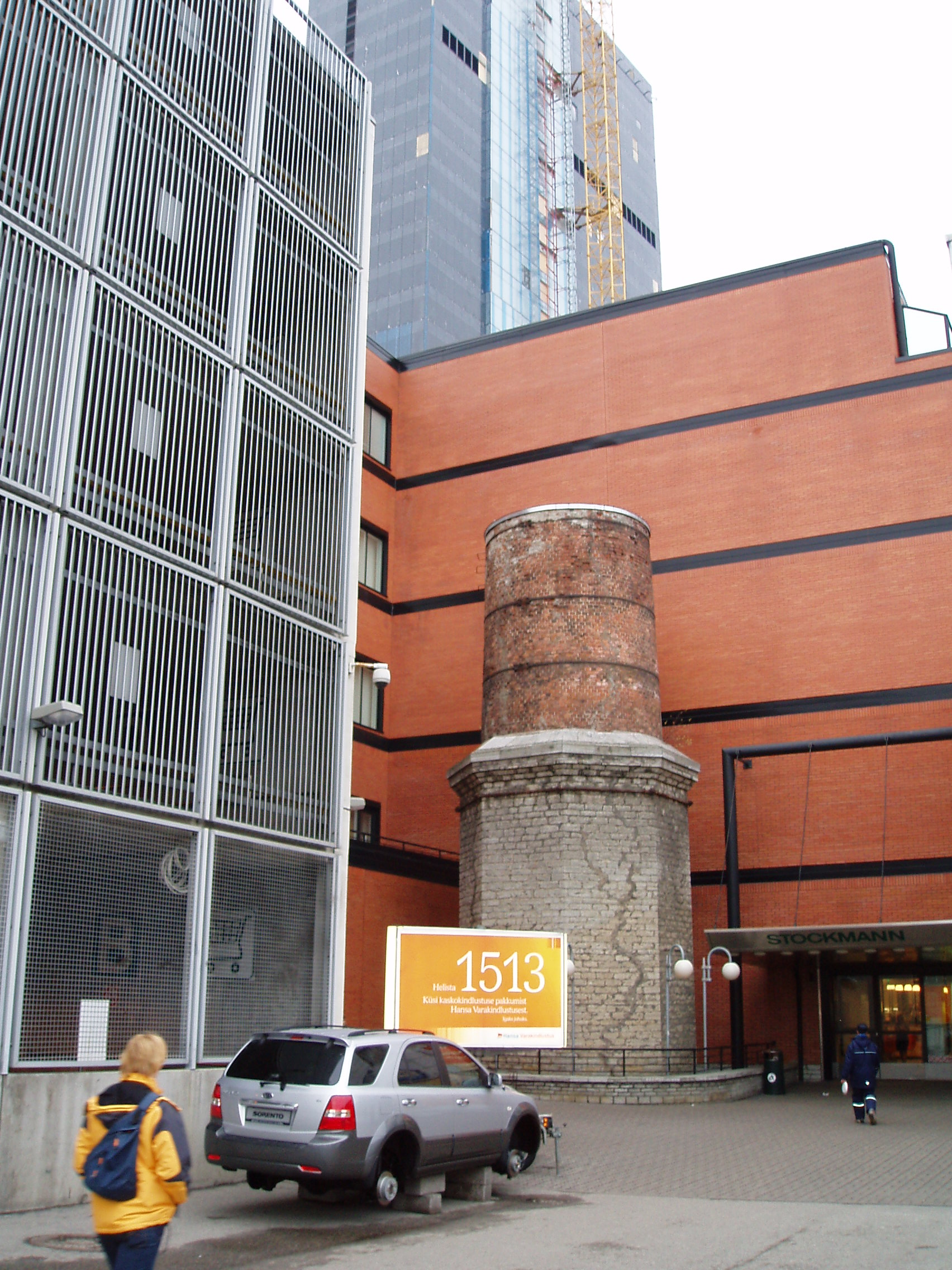
Труба бывшей бумажной фабрики под охраной

## Аутлет
Первый аутлет «Стокманн» за пределами Финляндии открылся 6 июля 2019 года в Москве.

## Критика
В Санкт-Петербурге для строительства универмага Stockmann был снесён квартал исторической застройки на углу Невского проспекта и улицы Восстания. Общественные деятели (в том числе активисты движения «Живой город») обращали внимание на тот факт, что обещание полностью воссоздать фасады снесённых зданий выполнено не было, помимо этого над центральной частью зданий были выстроены надстройки из металла и стекла, искажающие исторический облик перспективы Невского проспекта. Спикер Совета Федерации России Сергей Миронов назвал этот проект «увесистой оплеухой, нанесённой по архитектурному лицу города». Губернатор В. Матвиенко впоследствии признала этот проект «градостроительной ошибкой».